# Cap Djinet
Cap Djinet är en udde i Algeriet.   Den ligger i provinsen Boumerdès, i den norra delen av landet, 60 km öster om huvudstaden Alger.
Terrängen inåt land är kuperad åt sydost. Havet är nära Cap Djinet åt nordväst.Runt Cap Djinet är det tätbefolkat, med 331 invånare per kvadratkilometer. Närmaste större samhälle är Sidi Daoud, 12,3 km öster om Cap Djinet. 